# Guardia pretoriana
La Guardia pretoriana (in latino cohortes praetoriae) era un reparto militare dell'Impero romano che svolgeva compiti di guardia del corpo dell'imperatore.
Da non confondersi con i più generici "pretoriani", termine con il quale si indicano anche altre piccole unità di scorta alle varie autorità, tale unità militare costituì il corpo militare a disposizione degli imperatori romani decretandone molto spesso le fortune. Protagonista fin dal principato di Augusto, la Guardia venne utilizzata per i compiti più disparati dalla guardia del corpo dell'imperatore, ai servizi segreti, ai compiti amministrativi e di polizia fino anche all'aiuto dei vigiles nello spegnere gli incendi.
Il corpo era all'origine costituito da soldati scelti provenienti dalle legioni. La Guardia fu un mezzo per affermare nuovi imperatori o mantenere i vecchi al potere. La storia dei pretoriani quindi segue, quando non ne è l'artefice, la storia romana imperiale in tutti i suoi risvolti.

## Storia

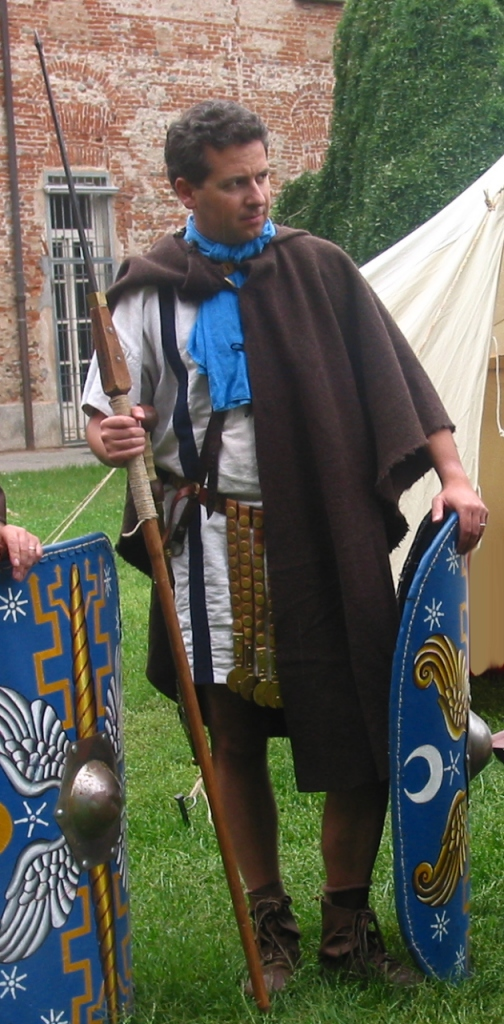
Soldato pretoriano del I secolo equipaggiato per il lavoro cittadino come riportato dal rilievo della Cancelleria del Vaticano

L'origine del corpo è da ricercarsi nel III secolo a.C. quando vengono per la prima volta nominati gruppi di militari in seno alle legioni con il compito di proteggere pretori, consoli e generali. Sembra, però, che un primo esempio di guardia armata a protezione del regnante sia da ricercarsi alle origini di Roma stessa durante l'età regia, al tempo di Tarquinio il Superbo, secondo quanto Tito Livio ci racconta.
Tracce letterarie citano l'uso anche di schiavi e gladiatori armati (socii, alleati), ma nel corso degli anni sembra affermarsi l'uso, per questi scopi, delle prime coorti delle legioni, che proprio per questo motivo contavano più uomini delle coorti normali. Non si trattava comunque di un corpo ufficialmente costituito durante la Repubblica. Giulio Cesare addirittura considerò l'intera Legio X come la sua fidata, la stessa che poi fu ereditata molti anni più tardi da Marco Antonio e Ottaviano e successivamente convertita proprio nella Guardia.
La Guardia pretoriana fu inizialmente organizzata da Augusto in una data imprecisata tra il 29 e il 20 a.C. e definitivamente fondata da Tiberio.
Furono create nove coorti (non dieci, perché avrebbero significato una legione intera, prassi contro la legge e il costume che non prevedeva lo stanziamento di armati in città e in Italia) che per motivi di sicurezza erano stanziate tre a Roma e le rimanenti sei in altre città della penisola, fino a quando Tiberio (con il pretesto di liberare l'Italia dal peso delle guarnigioni militari e d'introdurre tra le guardie una disciplina più rigorosa) le radunò tutte in modo permanente presso i Castra Praetoria. Queste coorti erano agli ordini del prefetto del pretorio, membro del ceto equestre con il titolo di praefectus praetorio. Inizialmente la carica era collegiale, poi fu affidata anche ad un solo prefetto. La carica divenne già in età Giulio-Claudia l'apice della carriera equestre (all'inizio detenuto dalla prefettura d'Egitto) ed ebbe spesso un ruolo di primo piano nelle vicende dell'Impero, a causa dello strettissimo contatto con l'imperatore.
Ogni coorte era capeggiata da un tribuno militare e fino a sei centurioni, tra cui il trecenarius, forse il primo dei sei, il cui nome è oggetto di dibattito. Secondo alcuni deriverebbe dal fatto che egli avrebbe comandato i 300 speculatores, ritenuto il servizio informativo del principe e del princeps castrorum, mentre per altri dalla gratifica del congedo pari a 300.000 sesterzi, e per altri ancora, per la paga pari a 300 volte quella di un normale legionario.
Sotto il principato di Tiberio, quando era prefetto del pretorio Seiano (20-23), i pretoriani presenti a Roma furono riuniti in un unico grande accampamento costruito appositamente sul Viminale, alla periferia della città, noto con il nome Castra Praetoria, per questa ragione i pretoriani assunsero come proprio simbolo lo scorpione che era il segno zodiacale di Tiberio.
I pretoriani intervennero per eleggere e deporre imperatori per la prima volta nel 41, con l'uccisione di Caligola e l'acclamazione di Claudio da parte delle truppe. Il 15 gennaio del 69, insieme ad altri reparti dell'esercito, uccisero Galba ed acclamarono imperatore Otone.
| Monetazione sulla guardia pretoriana | Monetazione sulla guardia pretoriana | Monetazione sulla guardia pretoriana                                                                                 | Monetazione sulla guardia pretoriana | Monetazione sulla guardia pretoriana | Monetazione sulla guardia pretoriana       | Monetazione sulla guardia pretoriana                                                 |
| Immagine                             | Valore                               | Dritto | Rovescio | Datazione                            | Peso; diametro                             | Catalogazione                                                                        |
| ------------------------------------ | ------------------------------------ | --- | --- | ------------------------------------ | ------------------------------------------ | ------------------------------------------------------------------------------------ |
|                                      | aureo                                | TI CLAVD CAESAR AUG PM TRP IIII, testa laureata di Claudio verso destra;                                             | IMPER RECEPT, Claudio seduto verso sinistra tiene uno scettro; a sinistra un'insegna; tutto all'interno dell'edificio a forma di mezzaluna, fiancheggiato da mura merlate con due ingressi ad arco: i Castra Praetoria.                                  | coniato nel 44/45                    | 19 mm, 7.66 g, 1 h (zecca di Roma antica); | Roman Imperial Coinage, Claudius, I 25; von Kaenel Type 22 (V332/R339); Calicó 361a. |
|                                      | sesterzio                            | IMP NERO CAESAR AVG PONT MAX TR POT P.P., testa laureata di Nerone verso sinistra, con un globo alla base del busto; | Nerone in piedi verso sinistra con a fianco il prefetto del Pretorio sopra un basso podio sulla destra, parla a tre soldati sulla sinistra in piedi (pretoriani), il primo tiene un vexillum con i Castra Praetoria sullo sfondo; ADLOCUT COH in esergo. | 64-67                                | 37 mm, 28.79 gr, 8 h (zecca di Lugdunum);  | RIC Nero, I 491; Lyon 183; WCN 444.                                                  |
|                                      | denario                              | ANTONINVS PIVS AVG GERM, testa laureata di Caracalla verso destra;                                                   | P M TR P XVIIII COS IIII P P, un leone radiato (simbolo della guardia pretoriana) con in bocca un fulmine cammina verso sinistra (verso lo scenario della guerra in Oriente).                                                                            | 216                                  | 19 mm, 3.19 gr, 7 h;                       | RIC Caracalla, IV 283c; BMCRE 178; RSC 367.                                          |
|                                      | antoniniano                          | GALLIENUS AVG, testa radiata di Gallieno verso destra;                                                               | COHH PRAET VI P VI F, un leone "radiato'", simbolo delle coorti pretoriane, che cammina verso destra. | 260;                                 | 19 mm, 2.46 gr, 5 h (zecca di Mediolanum); | RIC, Gallienus, RIC V 370; MIR 36, 979r; Cunetio 1434; RSC 105.                      |

In seguito, per un lungo periodo che va da Vespasiano, a Marco Aurelio i pretoriani non si intromisero nella gestione dell'impero, ma questo periodo di pace finì quando salì al trono Commodo: i pretoriani, dopo avergli salvato la vita e averlo sostenuto nei primi anni di governo, furono coinvolti nella sua uccisione. Dopo l'eliminazione del suo successore Pertinace, la porpora imperiale fu addirittura messa all'asta e l'impero fu "venduto" a Didio Giuliano nel 193, che aveva promesso donativi maggiori del suo oppositore, Flavio Sulpiciano. All'avvicinarsi a Roma di Settimio Severo, proclamato imperatore dalle legioni, i pretoriani abbandonarono tuttavia il loro protetto e obbligarono il senato a dichiararlo decaduto.
Il nuovo imperatore, dichiaratosi vendicatore di Pertinace, fece sfilare i pretoriani disarmati fuori le mura di Roma e li sostituì con truppe di origini asiatiche, africane e in particolare danubiane. Dopo l'uccisione di Caracalla (217) chi ne prese il posto fu il prefetto del pretorio Macrino. Anche Eliogabalo, fu ucciso dai pretoriani che proclamarono Alessandro Severo come imperatore il 22 marzo del 222. Dopo un periodo di anarchia militare in cui gli imperatori venivano proclamati dalle legioni, nel 238 in accordo con il Senato i pretoriani elessero Gordiano III imperatore, inizialmente sotto la tutela della madre e del prefetto del pretorio Timesiteo. Morto Timesiteo, il nuovo prefetto Filippo l'Arabo nel marzo del 244 uccise Gordiano nella marcia verso Ctesifonte, con l'appoggio dei soldati esausti della lunga campagna militare. Nel 249 dopo la sconfitta di Filippo contro Decio i pretoriani eliminarono il figlio del vecchio imperatore, Severo Filippo, che era stato precedentemente nominato cesare. Si racconta che durante il regno di Gallieno per difendere Roma da un pericolo il Senato si avvalse della Guardia pretoriana, ma l'imperatore invece di dargliene merito proibì quindi ai senatori di comandare corpi militari: il racconto è probabilmente frutto dell'ostilità senatoria contro Gallieno.
Nel giugno del 276 il prefetto del pretorio Floriano, alla notizia della morte dell'imperatore Marco Claudio Tacito, di cui era fratellastro, si autoproclamò Augusto, ma solo due mesi più tardi venne ucciso dai suoi stessi soldati per acclamare imperatore Marco Aurelio Probo. Nel 312 i pretoriani, fedeli a Massenzio, combatterono con grande eroismo nella Battaglia di Ponte Milvio; di conseguenza il vincitore Costantino I, dopo l'ingresso trionfale a Roma, sciolse definitivamente la Guardia e fece smantellare "l'accampamento del Viminale" (in realtà il Castro Pretorio si trovava a discreta distanza a nord-est del Viminale, fuori da pomerio serviano, in zona pianeggiante, e fu incluso da Aureliano nella nuova cinta muraria della città).
Il posto dei pretoriani fu assunto dalle schole palatine, le quali ebbero lunga vita poi a Bisanzio ormai legate alla persona dell'imperatore e destinate a seguirlo nei suoi spostamenti, e non più alla Capitale.

## Caratteristiche

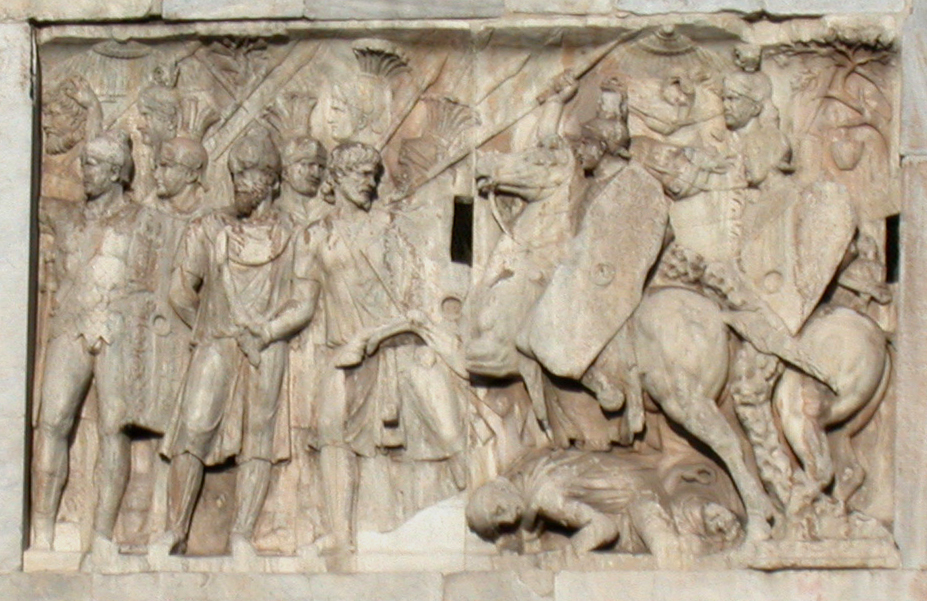
Soldati pretoriani a piedi (sulla sinistra) e a cavallo (sulla destra del pannello; equites singulares) oggi presenti sull'Arco di Costantino e che in origine facevano parte del grande fregio di Traiano.

### Consistenza numerica
Gli studiosi non sono concordi su quanti uomini contassero le coorti pretoriane, del resto è certo che nel corso dei decenni i vari imperatori abbiano più volte modificato gli effettivi in base alle esigenze di sicurezza e ancora di più di cassa: secondo alcuni furono 1.000 fin dall'inizio, 500 soltanto per altri, con aumento a 1.000 sotto Settimio Severo. Fonti letterarie ed epigrafiche non aiutano a risolvere il problema ma l'archeologia può fornirci qualche indizio: se un "castra" legionario, che ospitava 5.000 uomini, misurava in media tra i 18 e i 20 ha, si deve concludere che le dodici coorti di Roma, che riunite insieme occupavano solo 16,72 ha, non era probabile contassero ciascuna mille uomini per un totale di 12.000: si trattava quindi più probabilmente di coorti "quingenarie" e non "miliarie".
Il numero delle coorti variò nel corso del tempo. Le iniziali nove coorti augustee, passarono a dodici prima del 47, quindi a sedici nel corso del 69 ad opera di Vitellio che aumentò anche l'effettivo di ogni coorte a 1.000 uomini. Furono riportate ancora a nove da Vespasiano, che ritornò all'ordinamento augusteo. Il numero delle coorti aumentò nuovamente a dieci sotto Domiziano, e rimasero così fino quasi all'abolizione del corpo. Abbiamo testimonianza di dieci coorti pretoriane sotto Gordiano III (nel 243). Assumendo 500 uomini per ciascuna coorte, si può dunque ricostruire un corpo di 4.500 uomini sotto Augusto, di 16.000 sotto Vitellio, di 5.000 con Domiziano e infine di 10.000 con Settimio Severo.

### Reclutamento
Il corpo fu inizialmente arruolato tra i migliori legionari italici (meglio ancora, fino a Tiberio, provenienti dall'Etruria, il Lazio, l'Umbria, e le colonie più antiche). Con Claudio i pretoriani provenivano in larga parte anche dalle regioni del nord Italia, Aemilia, Transpadana e Venetia et Histria. Nel II secolo ancora l'80% dei pretoriani era di origine italica, gli altri reclutati in ogni caso nelle province di più antica romanizzazione, come Norico, Gallia Narbonese, Baetica. Considerato che da Adriano in poi il servizio nelle legioni era sempre più appannaggio di provinciali e popoli di frontiera, la Guardia pretoriana può essere considerata l'ultimo residuo dell'antico esercito romano tradizionale, come probabilmente la intese lo stesso Adriano, elevandola al vertice della struttura piramidale militare.
Con il congedo in massa dei pretoriani italici e la successiva riforma di Settimio Severo gli italici furono sostituiti da provinciali cittadini romani, soprattutto danubiani, ma anche africani e asiatici.
Secondo alcuni storici,, questo cambiamento portò a Roma persone di basso livello, come effettivamente ci riferisce Dione Cassio, contemporaneo agli eventi, il quale ci parla di uomini dalle lingue orribili e dal comportamento inurbano ammassati nella Capitale, e lamenta che ora la gioventù italica deve dedicarsi al banditismo e alla carriera gladiatoria piuttosto che al servizio militare. Mentre altri autori moderni pensano invece che provenissero da famiglie di ceto elevato: il posto di pretoriano, per diversi motivi, era molto ambito e quindi i notabili facevano di tutto per farvi entrare i loro figli.
Dopo Caracalla (a causa della Constitutio Antoniniana, che concesse la cittadinanza romana a tutti gli abitanti dell'impero) la possibilità di servire nella Guardia pretoriana era ormai aperta a tutti.

### Durata del servizio
La durata del servizio era la prima importante differenza rispetto alle legioni e agli altri corpi militari. I pretoriani restavano in servizio 16 anni, invece dei 20-25 anni dei legionari, e naturalmente questo ne faceva un corpo privilegiato e ambito. Il congedo avveniva ogni due anni il 7 gennaio.

### Paga
La paga era la seconda differenza. Fissata da Augusto a 750 denari annui, alla fine del I secolo era arrivata a 1000 (con aumenti sotto Claudio e Domiziano), Nel III secolo era divenuta di 1500 denari sotto Settimio Severo e sotto Caracalla raggiunse i 2500.
Inoltre al normale stipendio vanno aggiunti i premi che diversi imperatori nel I e nel II secolo diedero a questo corpo per assicurarsene la fedeltà, con un uso che si generalizzò nel III secolo. Inoltre non va scordata la liquidazione che era superiore a quella delle legioni.

### Vita quotidiana
Come nelle legioni i pretoriani alloggiavano nell'accampamento dove si svolgevano le esercitazioni militari: la differenza stava nel fatto che i Castra Praetoria si trovavano non sul confine, esposti agli attacchi dei barbari, ma a Roma, il centro politico ed economico dell'Impero, dove i pretoriani potevano usufruire delle terme e dei giochi dell'anfiteatro.
Oltre all'ovvio servizio di protezione personale dell'imperatore e dei suoi protetti, la Guardia pretoriana era un corpo di soldati al totale servizio dell'imperatore e quindi impegnato in ogni cosa l'imperatore ritenesse utile per i suoi scopi. Testimonianze riportano pretoriani impegnati nel servizio di ordine ai giochi e nei teatri, nella riscossione delle tasse in aggiunta ai pubblicani, alla guardia delle statue che ritraggono gli imperatori, ma anche in compiti più umili come lo spegnimento degli incendi a supporto di Coorti Urbane e vigiles.

### Castra Praetoria

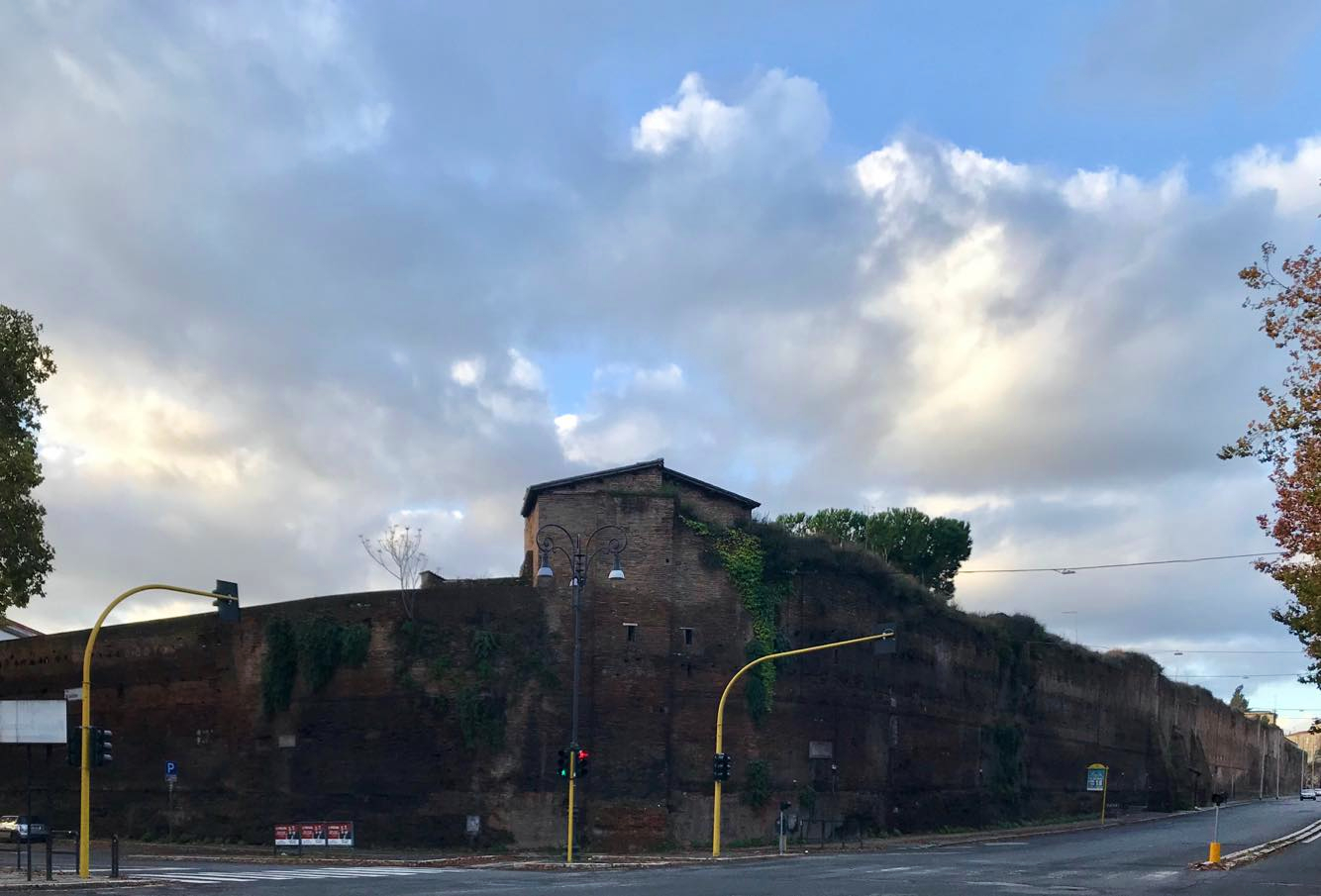
Angolo nord-ovest del muro di ronda dei Castra Praetoria

La Caserma dei Pretoriani era costruita tra il Viminale e l'Esquilino, al di là delle Mura Serviane, ossia, come diremo noi, nell'immediata periferia. Il campo misurava 440×380 metri, cioè 16,72 ha e presentava verso ovest un'area per le esercitazioni o campus. Le mura del castra alte sotto Tiberio 3-5 metri, furono danneggiate durante la guerra civile e ricostruite da Vespasiano. Quando Aureliano fornì di mura la città, l'accampamento dei pretoriani fu inglobato nel loro percorso.
Oggi vi sorge la Caserma "Castro Pretorio" sede del Raggruppamento Logistico Centrale dell'Esercito Italiano. Essa può quindi vantarsi di essere, attualmente, la Caserma più antica al mondo ancora presidiata da militari.

### Armamento

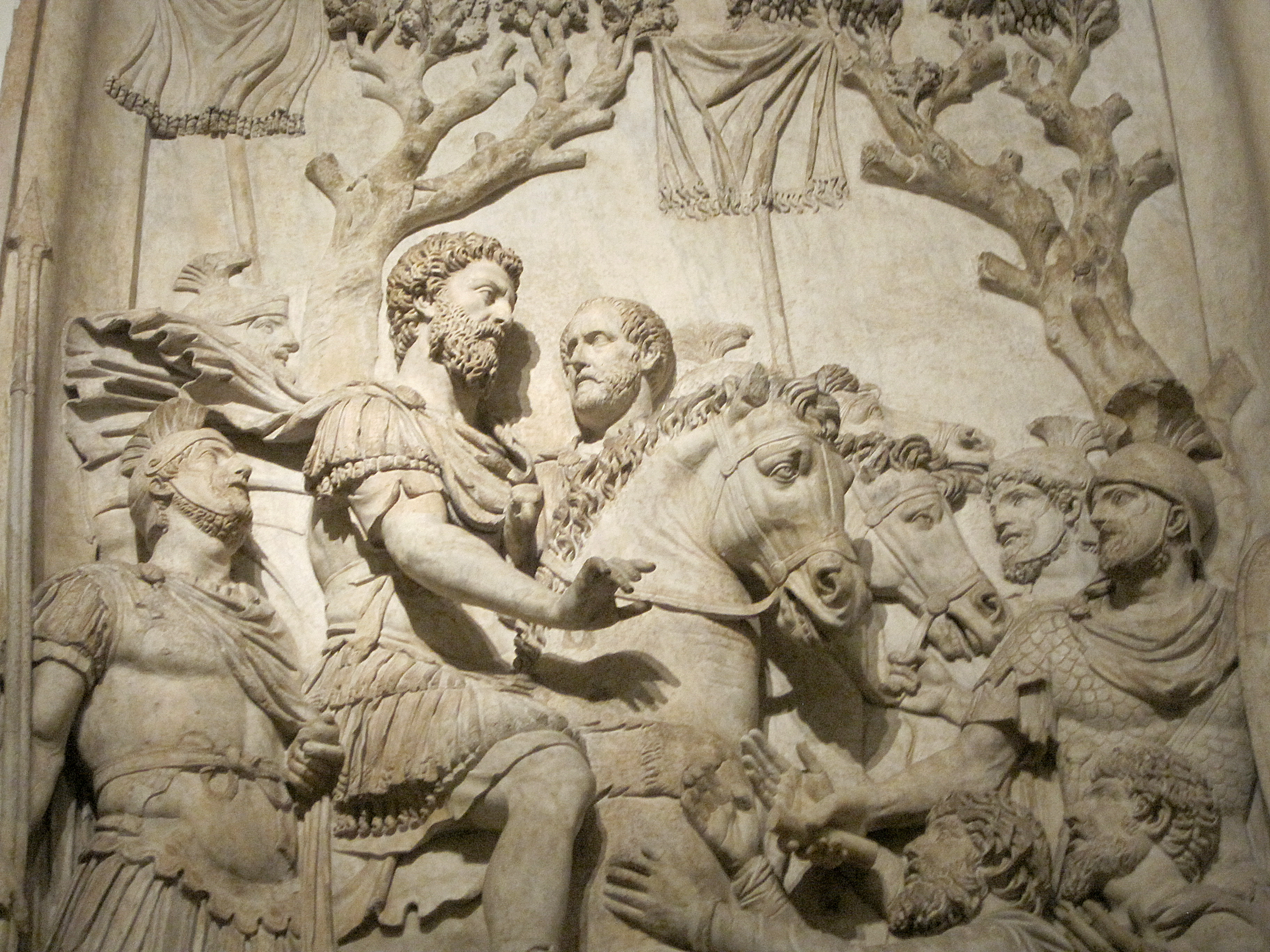
Pannello dell'Arco di Marco Aurelio, oggi conservato presso i Musei Capitolini che rappresenta la sottomissione delle genti germaniche. Sulla destra, un soldato romano, quasi certamente un pretoriano, con una lorica squamata ed uno scudo ovale.

Gli elementi per potere definire l'abbigliamento della Guardia pretoriana sono molto scarsi. Dalle tracce in nostro possesso si evince come il soldato pretoriano non avesse un equipaggiamento particolare. 
Durante il servizio (salvo sotto Traiano) il pretoriano era addetto a compiti civili, pertanto il suo abbigliamento doveva essere discreto. È attestato l'uso di una normale tunica bianca (candida) e di un sagum o di una paenula (grossi mantelli talvolta dotati anche di cappuccio) che bastavano per nascondere un'arma.
L'elmo era usato poche volte per lo più in caso di dimostrazioni o parate. Nelle raffigurazioni a noi pervenute l'elmo pretoriano è per lo più di tipo attico, un retaggio dalla tradizione bellica greca della antica Repubblica, oppure, nelle situazioni di guerra, un normale elmo, secondo le usanze del periodo, in dotazione anche ai legionari.
Le speculazioni fatte in passato riguardo all'uso di scuta (scudi) ovali invece di rettangolari, o di lorica musculata, alla luce delle più recenti discussioni sembrano essere decadute. L'utilizzo dell'armamento citato era vario e, al momento, senza una particolare giustificazione. Esistono testimonianze di pretoriani con scuta rettangolari, ovali e rotondi, con elmi di molte fogge diverse e con ogni genere di armatura conosciuta anche tra i legionari.
In guerra, i pretoriani portavano un equipaggiamento simile a quello degli altri legionari, con il classico gladius (la spada), e molto spesso si distinguevano per l'utilizzo del simbolo dello scorpione, che poteva essere raffigurato sul proprio equipaggiamento o sulle insegne.
Lo storico latino Tacito scrive nelle Historiae riguardo all'anno dei quattro imperatori (69) che i soldati, dopo il discorso di Otone nel Campo Marzio corrono alle armi senza riguardo verso il regolamento e l'usanza che prescrivevano al pretoriano ed al legionario armamenti o distintivi differenti per distinguersi. Inoltre lo stesso storico scrive che nella Seconda battaglia di Bedriaco si distinsero per l'atto eroico due pretoriani che si infiltrarono nell'esercito nemico senza essere riconosciuti grazie al fatto che avevano preso gli scudi da un mucchio di cadaveri e quindi non usavano il proprio, ben riconoscibile fra gli altri.

### Fonti primarie
- Cassio Dione, Storia romana.
- Tacito, Annales.
- Zosimo, Storia nuova, II.

### Fonti secondarie
- Durry, M., Les cohortes pretoriennes, Parigi, 1938
- Forni, G. Il reclutamento delle legioni da Augusto a Diocleziano, Milano, 1953.
- Howe, L. L., The Praetorian Prefecture from Commodus to Diocletian, Chicago, 1942
- Olmi, M., Le armature romane in età imperiale, Roma, 2009.
- Passerini, A. Le coorti pretorie, Roma, 1939
- Rankov, B. The Praetorian Guard, Londra, 1994